# Клас світності
Класи світності зір — класифікація світності зір за їх абсолютними зоряними величинами. 

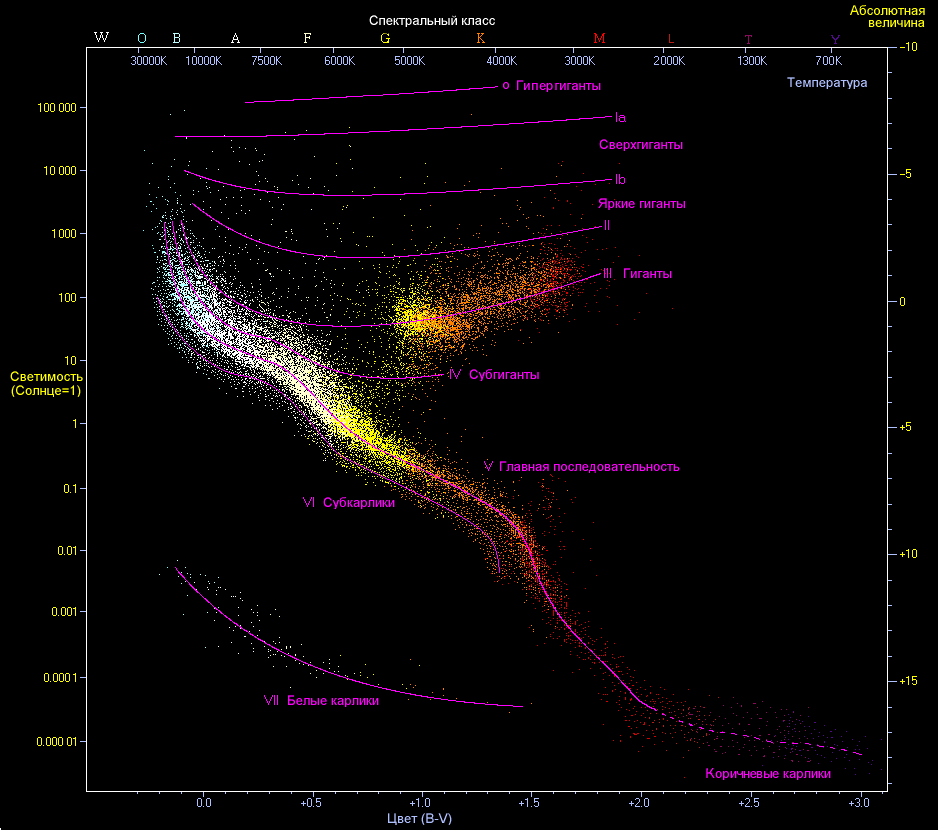
Діаграма спектральний клас — світність (Діаграма Герцшпрунга — Рассела), фіолетовими лініями позначені класи світності

Класи світності зір встановлюють за непрямими ознаками: оскільки видима зоряна величина залежить від відстані до зорі, то абсолютна зоряна величина визначається за особливостями спектру, залежними від температури (про яку можна судити з гарвардського спектрального класу зорі), щільності та протяжності атмосфери зорі (залежать, у свою чергу від її маси та будови), що впливають на відносні інтенсивності низки спектральних ліній іонізованних елементів. Так, наприклад, у спектрах зір-гігантів лінії іонізованних елементів посилені, а всі інші лінії звужені, у спектрах білих карликів лінії вкрай розширені. 
Оскільки одному й тому самому гарвардському спектральному класу можуть відповідати зорі з однаковою температурою фотосфери, але різних класів світності (тобто відрізняються на порядки за світностями), було розроблено  йєркську спектральну класифікацію з урахуванням світності (МКК). Відповідно до цієї класифікації зірці приписують гарвардський спектральний клас і клас світності. Таким чином, якщо гарвардська класифікація визначає абсцису діаграми Герцшпрунга  — Рассела, то Єркська  — розташування зорі на цій діаграмі. Додатковою перевагою Єркської класифікації є можливість за виглядом спектру зорі оцінити її світність і, відповідно, за видимою величиною  — відстань (метод спектрального паралаксу). 
Зорі однакових (або близьких) класів світності утворюють на діаграмі Герцшпрунга  — Рассела послідовності (гілки), наприклад, гілку червоних гігантів або білих карликів. 

Розрізняють такі класи світності:
| 'Клас ' | Назва                          | Абс. зор. величини MV |
| 0       | Гіпергіганти                   |                       |
| Ia+     | Найяскравіші надгіганти        | -10                   |
| Ia      | Яскраві надгіганти             | -7,5                  |
| Ib      | Нормальні надгіганти           | -4,7                  |
| II      | Яскраві гіганти                | -2,2                  |
| III     | Нормальні гіганти              | +1,2                  |
| IV      | субгіганти                     | +2,7                  |
| V       | Карлики головної послідовності | +4                    |
| VI      | Субкарлики                     | +5...+6               |
| VII     | Білі карлики                   | +13...+15             |

## Див. Також
- Абсолютна зоряна величина
- Видима зоряна величина
- Діаграма Герцшпрунга—Рассела
- Світність
- Спектральна класифікація зір